# Třenická hora
Třenická hora je lesnatý vrch s nadmořskou výškou 500 m n. m. nacházející se v Křivoklátské vrchovině zhruba 1 km severozápadně od obce Cerhovice v okrese Beroun. Jedná se o mineralogickou lokalitu s hojným výskytem wavellitu.  Téměř přes vrchol vede zelená turistická značka. Přibližně 300 metrů západně od vrcholu se nachází televizní vysílač s rozhlednou Třinecká hora.

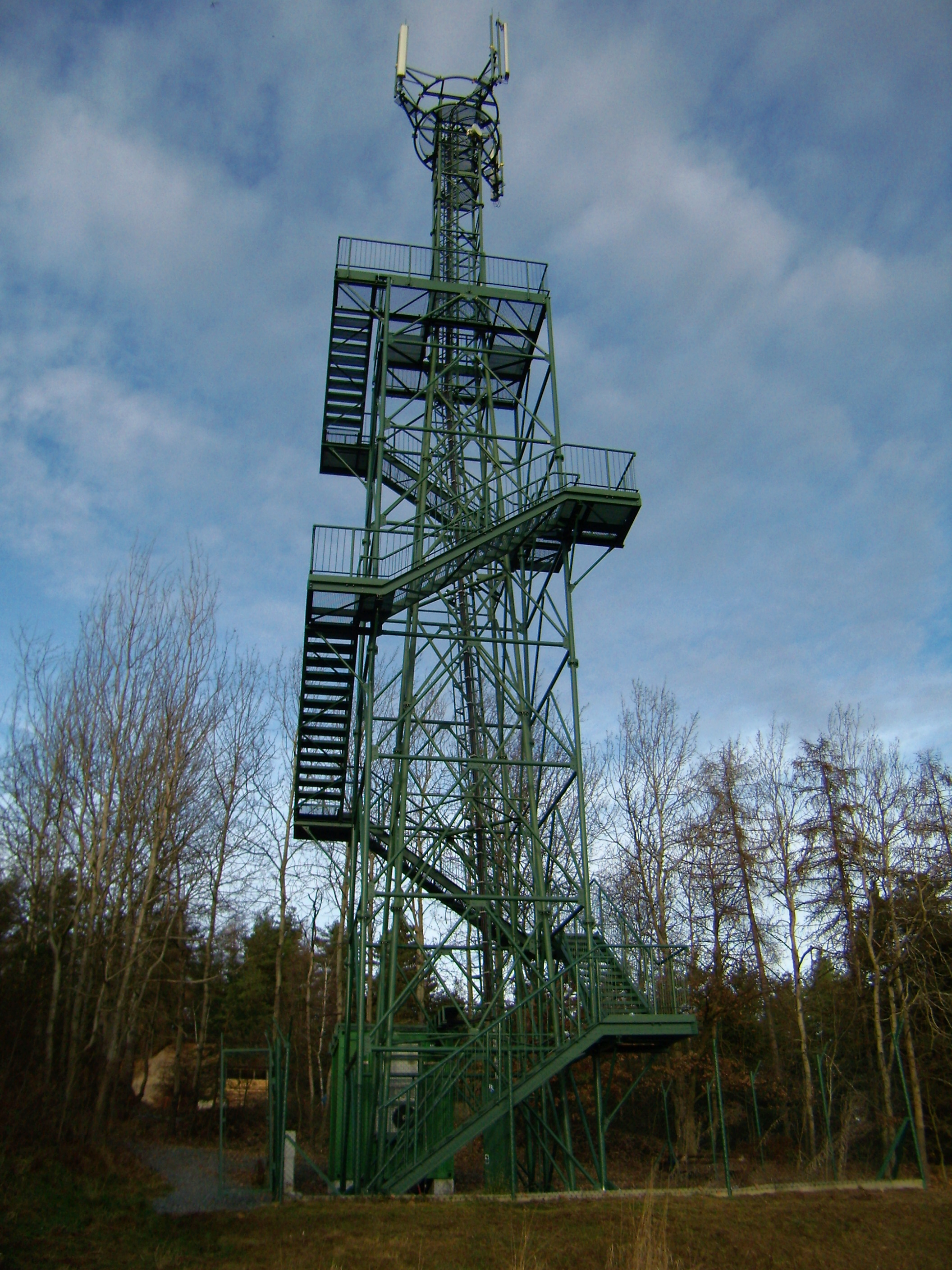
Rozhledna Třinecká hora